# Motherland
Motherland (с англ. — «Родина») — студийный альбом группы «Дети Picasso», вышедший в 2015 году на лейбле Trottel Records.

## Об альбоме
Сообщения о новом альбоме группы стали приходить осенью 2014 года, когда после четырёхлетнего перерыва основатели группы брат с сестрой Карен и Гая Арутюняны заявили о возрождении группы в обновлённом составе — к ним присоединилась арфистка Анастасия Разваляева русского происхождения и венгр Арон Портэлеки в качестве ударника и альтиста. Распустив первоначальный состав, Гая с Кареном эмигрировали в Венгрию в 2010 году, продолжая там экспериментировать в новых направлениях. Одним из результатов новой музыкальной деятельности был дуэт-коллектив Wattican Punk Ballet, «армяно-балканская версия The Dresden Dolls», по выражению Бориса Барабанова.

## Список композиций
| №   | Название                                | Длительность |
| --- | --------------------------------------- | ------------ |
| 1.  | «Sareri Hovin Mernem»                   | 6:57         |
| 2.  | «Es Gisher»                             | 3:53         |
| 3.  | «Dance in the Mountains»                | 2:23         |
| 4.  | «Mer Tan Itev»                          | 5:39         |
| 5.  | «Ashkharums Ah Chim Qashi»              | 4:45         |
| 6.  | «Mair Chka»                             | 5:34         |
| 7.  | «Bahti Berumov Part 1 (Armenian Tango)» | 5:48         |
| 8.  | «Bahti Berumov Part 2 (Armenian Tango)» | 2:39         |
| 9.  | «Horovel»                               | 7:10         |
| 10. | «Madárka, Madárka»                      | 2:10         |
| 11. | «Balkan Impressions»                    | 2:24         |
| 12. | «Otar Amayi Champeqi Vra»               | 6:44         |
| 13. | «100 Seconds of Silence»                | 1:40         |
| 14. | «Ah Nazelis»                            | 1:43         |

## Участники записи
- Гая Аратюнян — вокал, клавишные, шумы (12)
- Карен Аратюнян — гитара, бас-гитара, мандолина, флейта (4, 9, 12), вокал (6, 7, 9, 12)
- Анастасия Разваляева — арфа
- Арон Портэлеки — барабаны, перкуссия
- István Grencsó — саксофон, кларнет (1, 7, 8)
- Элина Хачатурян — альт
- László Porteleki (2, 11) — скрипка, тамбура
- Zoltán Mizsei — рояль (4, 6, 7, 8)
- Heghine Arutyunyan (Meyroyan) — вокал (6, 14)